# آلدوروانی مینون
آلدوروانی مینون (به پرتغالی: Aldrovani Menon) مهاجم اهل برزیل است که در شهر برزیل و در تاریخ ۳۰ ژوئیهٔ ۱۹۷۲ به دنیا آمده‌است.
آلدوروانی مینون در تیم‌های فوتبال Yokohama Flügels سابقهٔ حضور دارد.